# Hbo imagine
HBO Imagine est un site réalisé par la chaîne de télévision américaine HBO. Il présente un scénario sous la forme d'une arborescence où se trouvent différents événements du scénario. Les événements sont relatés sous des formes variées : vidéo, audio ou texte.